# FC 네프치 코치코르아타
FC 네프치 코치코르아타는 코치코르아타를 연고로 하는 키르기스스탄의 축구단이다. 현재 키르기스스탄 프리미어리그에 참가하고 있다.

## 우승
- 키르기스스탄 프리미어리그: 2010
- 키르기스스탄컵: 2019, 2021
- 키르기스스탄 슈퍼컵: 2010

## 선수 명단

### 현역
- 아흐리딘 이스라일로브(2022 ~ )
- 발레리 마주르
- 미하일 파이우스
- 무함마달리 투르수노프
- 오타벡 카이다로프
- 예브겐 프로사토프
- 아이리스다블라트 카키모프

## 역대 감독
| 감독                | 임기 |
| ------------------- | ---- |
| 발레리 베레조프스키 | 불명 |